# Port lotniczy Wamena
Port lotniczy Wamena (IATA: WMX, ICAO: WAVV) – port lotniczy położony w mieście Wamena, w prowincji Papua w Indonezji.